# Alanäs kyrka
Alanäs kyrka är en kyrkobyggnad som tillhör Ström-Alanäs församling i Härnösands stift. Kyrkan ligger i kyrkbyn Alanäset i Strömsunds kommun.

## Kyrkobyggnaden
Första träkyrkan på platsen uppfördes 1807 och invigdes 18 september 1808, samma år som Alanäs församling utbröts ur Ströms församling. Ett torn i öster tillkom 1839. Kyrkan revs 1930, men vapenhuset och en del av tornet behölls och fungerar numera som begravningskapell.
Nuvarande träkyrka uppfördes under ledning av byggmästarna Olle Berg och Per Persson från Strömsund. Ritningarna var gjorda av arkitekt Gustaf Hermansson. 8 juli 1928 invigdes kyrkan av biskop Ernst Lönegren.

## Inventarier
- Två altartavlor är målade av Pelle Havne[1] från Havsnäs. Större tavlan har motivet "Jesus och synderskan", medan mindre tavlan har motivet "korsfästelsen".
- Dopfunten i täljsten är tillverkad efter ritningar av forstmästare Arbman.
- Orgeln är byggd av Menzel Orgelbyggeri AB i Härnösand och invigd midsommarafton 1996.
- I tornet hänger två kyrkklockor som fanns i föregående kyrka. Lillklockan är gjuten 1812 av Esaias Linderberg i Sundsvall. Storklockan är gjuten 1855 av A P Linderberg i Sundsvall.

## Bilder

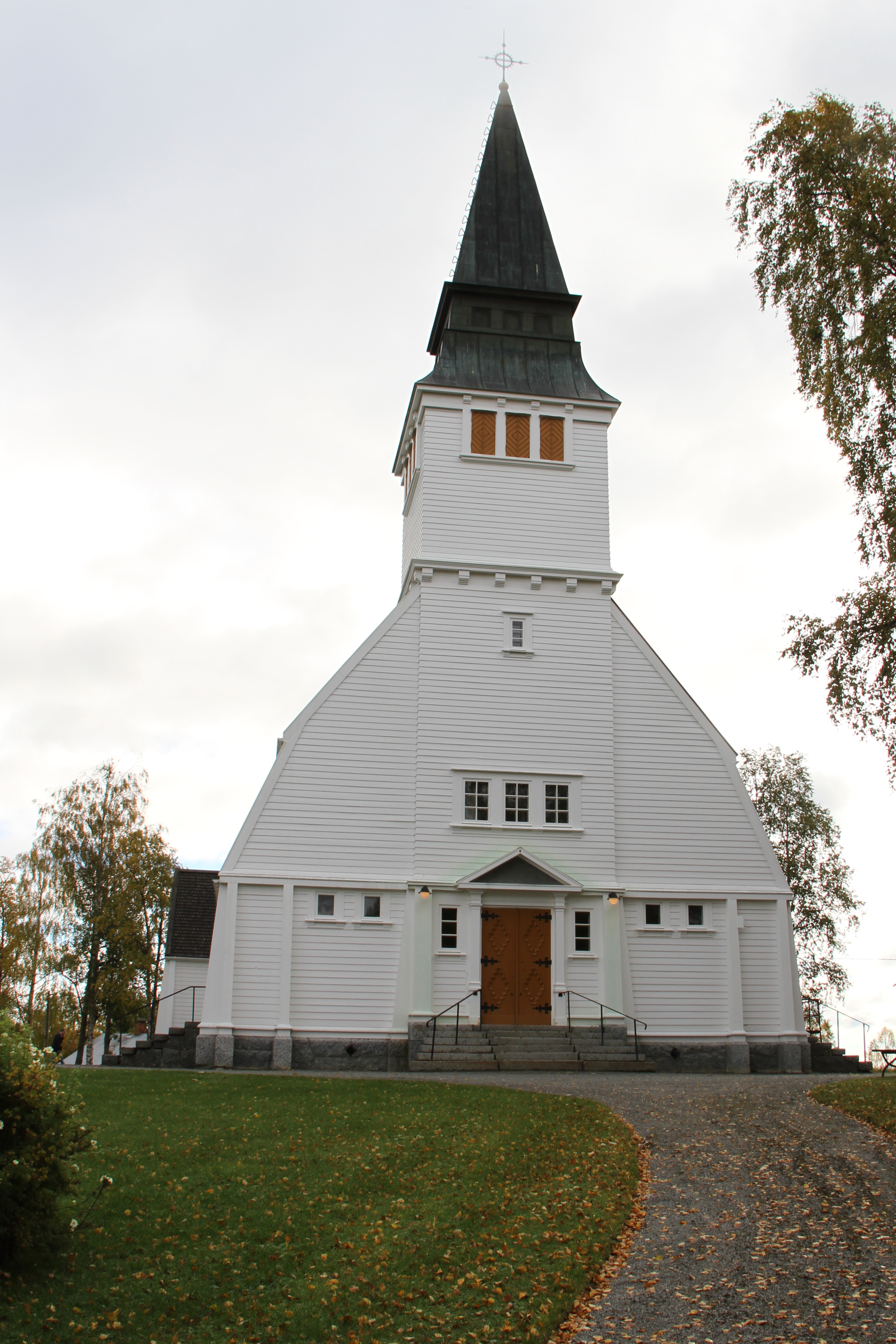
Västra sidan
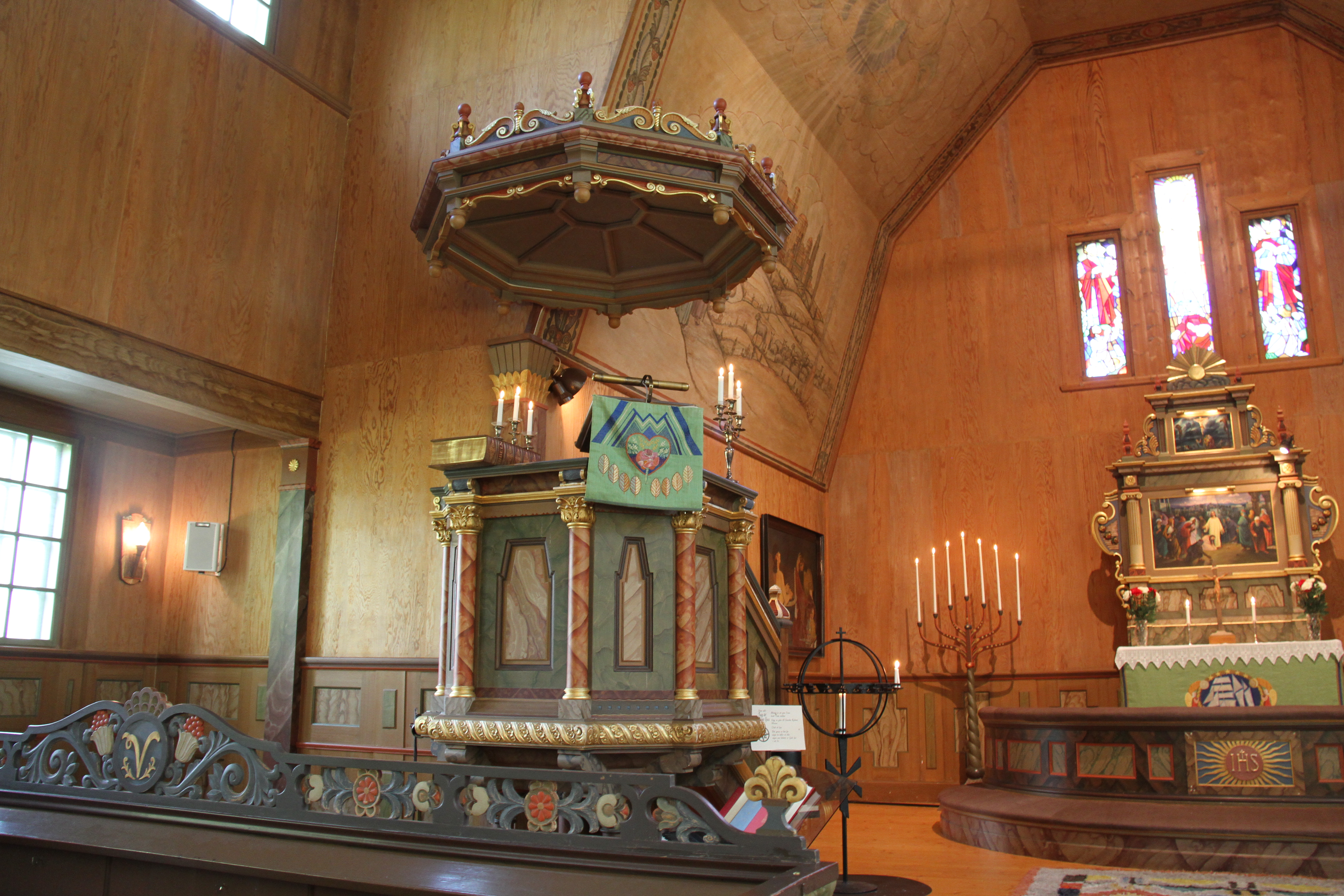
Predikstolen
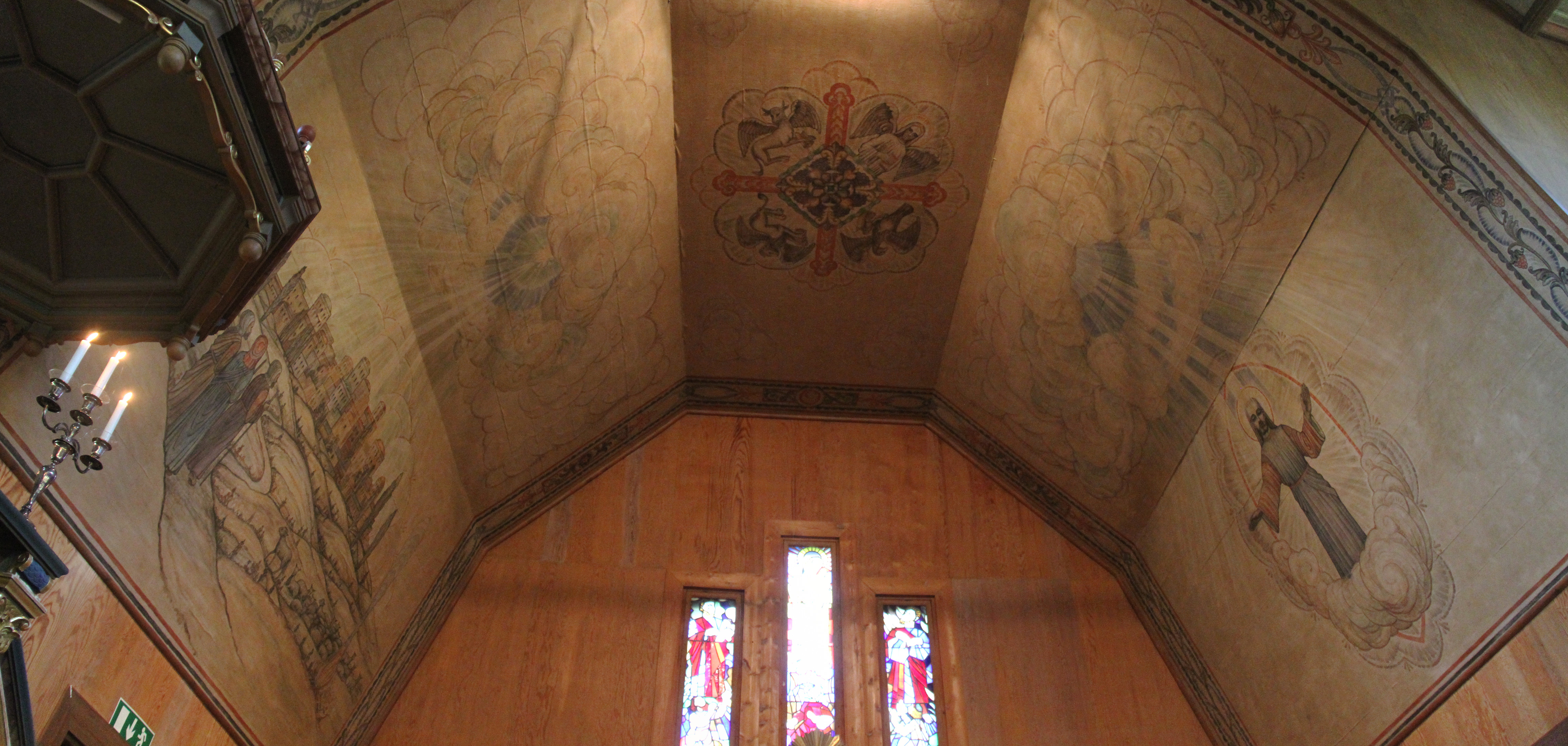
Takmålning
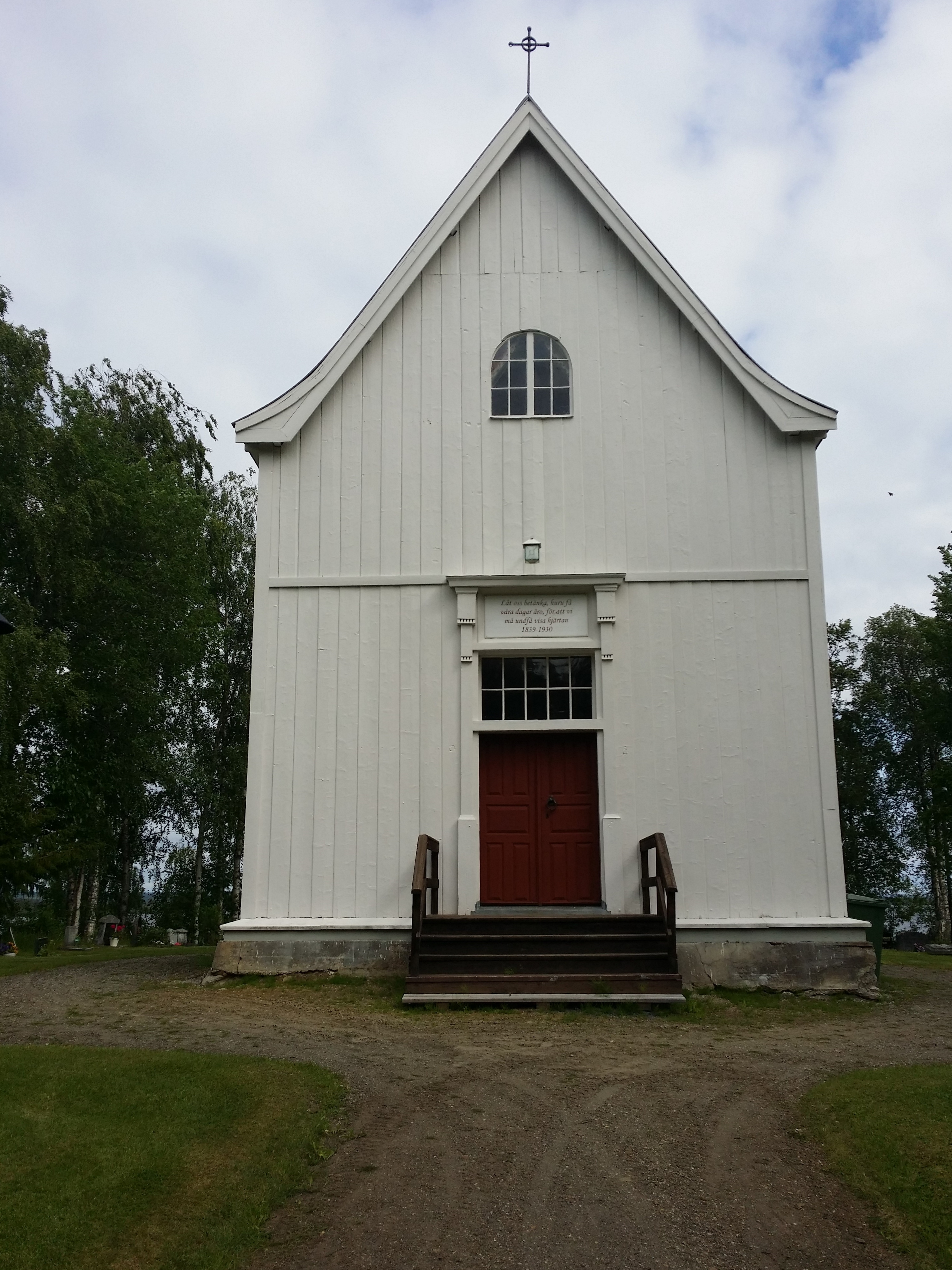
Kapellet
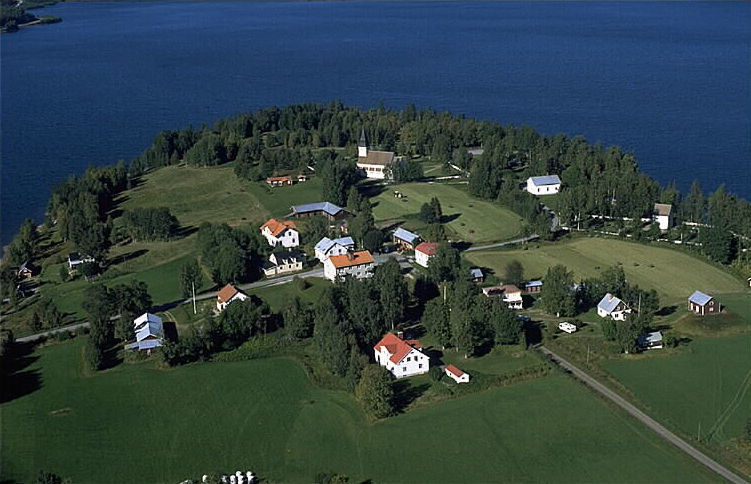
Alanäs kyrka och kyrkplats

### Webbkällor
- Alanäs kyrka från Länsstyrelsen i Jämtlands län
- Alanäs kyrka från Riksantikvarieämbetet